# Ann Hallenberg
Ann Gunilla Ulrika Hallenberg (Västerås, 17 de marzo de 1967), es una mezzosoprano sueca.

## Biografía
Hallenberg estudió en Estocolmo con Kerstin Meyer y en Londres con Joy Mammen. Su debut profesional fue en 1993.
Se especializó en repertorio barroco y  clásico: Händel, Vivaldi, Bach, Gluck, Mozart, Rossini, Bizet, Wagner. Ha cantado en el Teatro alla Scala, Teatro Carlo Felice de Génova, Opéra National de Paris, Opéra de Lyon, Opéra du Rhin Strasbourg, Bayerische Staatsoper München, Semperoper Dresden, Theater an der Wien, Amsterdam, Staatsoper Stuttgart, Opéra Garnier Monaco y Opéra Montpellier.
Ha trabajado con eminentes directores como Marc Minkowski, Riccardo Muti, Christophe Rousset, Alan Curtis, Emmanuelle Haïm, William Christie, Lothar Zagrosek, Philippe Herreweghe, Fabio Biondi y Sir John Eliot Gardiner.
Su discografía incluye Bach, Händel, Vivaldi, Scarlatti, Mozart, Gluck, Haydn, Mendelssohn. Franz Waxman, Joshua. James Sedares, DG.

## Premios
- 2012: Premio ECHO Oper des 17./18. Jahrhunderts“
- 2014: International Opera Awards 2014, Hidden Handel
- 2016: International Opera Awards 2016, Agrippina